# Le Verdict (nouvelle)
Pour les articles homonymes, voir Verdict (homonymie).
Le Verdict (titre original en allemand : Das Urteil) est une nouvelle de l'écrivain pragois de langue allemande Franz Kafka, publiée en 1913. Dans la nouvelle traduction française de Jean-Pierre Lefebvre pour La Pléiade en 2018, son titre est devenu La Sentence. 

## Rédaction
Écrite dans la nuit du 22 au 23 septembre 1912, de dix heures du soir à six heures du matin, elle met en scène un conflit entre un fils, Georg Bendemann, et son père. Cette nouvelle rappelle les relations conflictuelles que Kafka entretint lui-même avec son propre père tout au long de sa vie. 

## Publication
Max Brod publia la nouvelle pour la première fois dans la revue Arkadia, ein Jahrbuch für Dichtung au printemps 1913, puis en volume séparé en septembre 1916 dans la collection Der jüngste Tag aux éditions Kurt Wolff à Leipzig.

## Résumé
Un dimanche matin, Georg Bendemann achève d'écrire une lettre à l'un de ses amis d'enfance qui s'est établi à Saint-Pétersbourg. Les affaires de ce dernier, qui avaient connu un début encourageant, semblent marquer le pas et ne pas déboucher sur les succès escomptés. Georg ne sait pas trop comment lui faire savoir son inquiétude et hésite à lui faire part de ses récentes fiançailles avec Frieda Brandenfeld, une fille d'une riche famille.
La difficulté est d'autant plus grande que les destins de Georg et de son ami semblent opposés : depuis le décès de sa mère, deux ans plus tôt, les affaires de Georg et son père sont florissantes.
Au moment d'aller poster sa missive, Georg passe dans une pièce occupée par son père, pièce dans laquelle il ne se rend pratiquement jamais, son père et lui partageant régulièrement le repas de midi.
Georg est d'abord surpris par la vie recluse que mène son père : pièce sombre, fenêtres fermées, repas à peine touché, linge mal entretenu. De plus, le père, au lieu de lui faire bon accueil le couvre de reproches. Il met en doute jusqu'à l'existence de ce mystérieux ami « russe ». Ensuite, partagé entre les remarques pleines d'acrimonie et une sorte de délire sénile, il refuse que son fils s'occupe de lui.
Le père lui reproche ensuite d'avoir été séduit par une fille qui a su l'aguicher et affirme avoir joué la comédie, de mieux connaître « l'ami pétersbourgeois que lui ». Après lui avoir reproché d'avoir muri tardivement, il conclut sa diatribe par « Et c'est pourquoi, sache ceci : je te condamne en cet instant à la noyade. »
Georg, chassé de la chambre, sort de la maison et, désespéré, franchit le parapet et se jette à l'eau : « « Chers parents, je vous ai pourtant toujours aimés ! » et se laissa tomber dans le vide.
À ce moment, il y avait sur le pont une circulation littéralement folle. »

## Fin
La fin de la nouvelle pose un problème de traduction quasiment insurmontable, du fait de l'emploi volontairement ambigu du mot « Verkehr » dans la dernière phrase du récit (« À ce moment-là, la circulation sur le pont était proprement incessante »), qui peut à la fois signifier « trafic » et « rapport » (social aussi bien que sexuel). À ce sujet, Franz Kafka écrivit d'ailleurs à Max Brod, son biographe et ami : « Sais-tu ce que signifie la phrase finale ? J'ai pensé en l'écrivant à une forte éjaculation », ce qui donne plus de poids à l'hypothèse d'une fin à deux lectures.

## Édition en français
- Franz Kafka (trad. de l'allemand par Claude David, Marthe Robert et Alexandre Vialatte), Œuvres complètes, t. II : Récits et fragments naratifs, Paris, Gallimard, coll. « Bibliothèque de la Pléiade », 2005 (1re éd. 1980), 1326 p. (ISBN 978-2-07-010970-8), « Le Verdict »
- Franz Kafka (trad. de l'allemand par Charles Emile Herbst), Le Verdict, 2016 (1re éd. 2016), 30 p. (ISBN 978-1-5308-5693-0)